# Pedra fadada
A pedra fadada  é uma pedra lendária da mitologia portuguesa ou galaico-portuguesa. 
Segundo ela, a pedra fadada foi a pedra que Catelo escolheu como assento ou trono para fazer justiça, ter audiências com os seus vassalos e julgar as causas da sua cidade na Hispânia.
"E esta pedra vieram a ter como fadada, para perpetuar o seu nome escoto onde ela permanecesse."
Segundo a lenda Simão Brecho teria levado a pedra para a Hibérnia, depois o seu filho Fergusio levou-a para a Escócia e mais tarde para Albion (hoje Grã-Bretanha mas neste caso, tal como em outros, é a Inglaterra).
Ela assim conta: "Daí para diante, todos os reis da Escócia que sucederam a Fergúzio, o primeiro rei dela, se sentavam, na solenidade da sua coroação, na pedra fadada, fundando naquela superstição a estabilidade do seu reino."